# Пахолок
Пахолок — хутор в Острогожском районе Воронежской области. Входит в Петренковское сельское поселение.

## Население
| 2000 | 2005 | 2010 |
| ---- | ---- | ---- |
| 22   | ↘10  | ↗17  |

## Инфраструктура
В хуторе единственная улица — Зелёная.